# 아이조 베네스
아이조 베네스(러시아어: Айо Бенес, 1979년 6월 8일 ~ )는 영국에 거주하는 라트비아인으로, 국가볼셰비키당과 다른 러시아당에 있는 활동가이다. 그는 2014년 크림 위기와 2014년 우크라이나 친러시아 분쟁에 참여했다.

## 전기
아이조 베네스는 라트비아의 리가에서 태어났다. 그의 아버지는 우간다에서 이민을 온 사람이었다. 그는 라트비아 대학교에서 생물학을 전공했다.
1999년부터 베네스는 라트비아에서 국가볼셰비키당에서 활동했다. 2003년 이후 그는 국가볼셰비키당 리가 지부의 대표가 되었다.
2005년 5월 7일 베네스는 라트비아의 조지 W. 부시 방문에 대한 운동을 시작했다. 베네스는 운동 기간 동안 체포되었다.
2005년 베네스는 정치 체제의 정복을 요구하여 체포되고 비판받았다. 베네스는 죄수들과 함께 단식 투쟁을 벌였다. 그는 단식 투쟁 14일 후 풀러나게 되었다.
2013년 9월 14일 베네스는 모스크바에서 다른 러시아당의 회의에 참여했다.
2013년 11월 19일, 베네스는 런던에서 알렉산드르 돌마토프를 기념하는 직접행동에 참여하였다.
2013년 11월 29일 그는 네덜란드 헤이그에서 알렉산드르 돌마토프를 기념하는 직접행동 조직을 창설했다. 베네스는 구속되었고 6주 동안 네덜란드 감옥에서 지냈다.
2014년 3월 아이조 베네스는 우크라이나로부터 독립을 선언한 크림 공화국의 자경단에 합류했다.
베네스는 2014년 4월 1일 도네츠크에서 "정부를 전복하고 우크라이나 영토를 훼손할려는 무장 쿠데타를 준비했다는" 명목으로 체포되었다. 그는 우크라이나에서 영국으로 추방되었다.
5월 초, 베네스는 우크라이나 정부의 3년간 입국 금지 명령에도 불구하고 다른 활동가 두명과 함께 우크라이나로 입국했다. 그는 우크라이나 국경경비청에게 억류되었고 이후 리가 국제공항을 통해 라트비아로 추방했다.
5월 16일, 리가 중앙 법원은 아이조 베네스가 라트비아 정부를 전복하고 라트비아의 독립 청산에 대한 선동죄로 구속되었으며, 형사 절차를 시작했다.